# Peter le Noir
Peter le Noir (The Adventure of Black Peter en version originale), est l'une des cinquante-six nouvelles d'Arthur Conan Doyle mettant en scène le détective Sherlock Holmes. Elle est parue pour la première fois le 27 février 1904 dans l'hebdomadaire américain Collier's Weekly, avant d'être regroupée avec d'autres nouvelles dans le recueil Le Retour de Sherlock Holmes (The Return of Sherlock Holmes).

## Résumé

### Mystère initial
Le capitaine Peter Carey, « Peter le Noir » en raison de son teint basané, de son imposante barbe, et surtout de son caractère particulièrement violent, est retrouvé mort dans une cabane en bois qu'il avait construite sur le terrain de sa propriété. Son corps a été harponné à un mur avec férocité. L'inspecteur Stanley Hopkins ne parvient pas à résoudre l'affaire malgré sa rigueur d'analyse et vient donc solliciter l'aide de Sherlock Holmes.

### Résolution

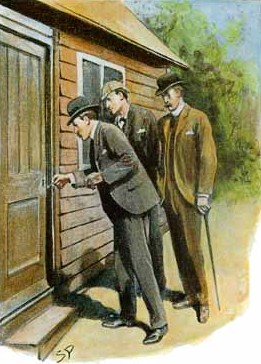
Holmes, Hopkins et Watson, découvrant que la serrure de la cabane a été crochetée sans succès.

Hopkins communique à Holmes les quelques éléments qu'il a découverts en inspectant la cabane. Une blague à tabac portant les initiales « P. C. » de Peter Carey a été retrouvée sur la scène du crime, bien que Peter ne fumait pas ou très peu. Par ailleurs, un carnet taché de sang a été retrouvé par terre. Sur ce carnet étaient inscrites des lettres s'apparentant à des codes mnémoniques relatifs à des titres financiers d'entreprises. Enfin, un maçon affirme avoir vu deux jours avant le meurtre la silhouette d'un homme barbu qui n'était pas Peter Carey par la fenêtre de la cabane.

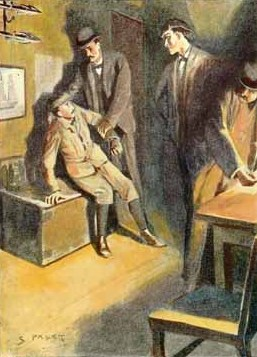
John Hopley Neligan, découvert dans la cabane de Peter le Noir.

En se rendant sur place, Holmes, Hopkins et Watson découvrent immédiatement que la serrure de la cabane a fait l'objet d'une tentative de crochetage pendant la nuit précédente. Holmes estime que le cambrioleur va revenir à la nuit tombée pour réessayer d'ouvrir la porte avec un matériel adéquat. Le soir, les trois hommes se cachent dans des buissons et attendent la venue du cambrioleur qui arrive effectivement à 2h du matin. Pris sur le fait, le nouveau venu, blême de panique, affirme n'avoir aucun rôle dans la mort de l'ancien marin. Il se présente comme étant John Hopley Neligan, fils d'un banquier disparu en 1883 lors du naufrage d'un bateau en route pour la Norvège. Le banquier transportait avec lui des titres financiers que l'on pensait disparus en mer. Or, son fils affirme avoir découvert que certains des titres emportés par son père sont récemment réapparus sur les marchés boursiers. En faisant des recherches, il a fini par trouver que leur vendeur était Peter le Noir. Venu à la rencontre de l'ancien marin pour comprendre la situation, il a découvert avec stupéfaction que celui-ci venait d'être assassiné dans sa cabane. L'inspecteur Hopkins ne croit pas à l'innocence du jeune homme, qui est arrêté malgré ses protestations.
Holmes n'est cependant pas convaincu de la culpabilité de John Hopley Neligan. Le détective a notamment remarqué que pour enfoncer un harpon au travers de la poitrine d'un homme, il faut une force physique exceptionnelle que ne semble pas avoir le jeune homme. Holmes revient au 221B Baker Street, où il a fait convoquer des harponneurs en se faisant passer pour un capitaine de navire. Trois aspirants à ce poste se présentent. L'un d'entre eux correspond au profil décrit par le maçon deux jours avant le meurtre. Alors que le nouveau venu signe un papier d'engagement pour faire partie de l'expédition, Holmes parvient à le menotter et à le maîtriser avec l'aide de Watson et Hopkins. Le harponneur, du nom de Patrick Cairns, avoue alors son crime. Il explique avoir fait partie d'une expédition menée par Peter le Noir en 1883 à bord du Sea Unicorn. Le navire se trouvait au large des Shetland par mauvais temps et avait secouru un petit voilier qui était sur le point de couler, à bord duquel se trouvait le banquier Neligan. Découvrant que l'homme d'affaires transportait des titres d'une certaine valeur, Peter le Noir avait décidé de le jeter par-dessus bord et de garder pour lui les titres, expliquant ainsi sa retraite prise l'année suivante en 1884. C'est seulement en 1895 que Patrick Cairns est parvenu à retrouver Peter le Noir pour lui demander une part du butin en échange de son silence sur la mort du banquier. Se montrant cordial le premier soir, Peter le Noir est devenu beaucoup plus agressif deux jours plus tard, au point de sortir son couteau. Patrick Cairns a alors saisi un harpon qui se trouvait dans la cabane et a transpercé le corps de son ancien capitaine avant d'emporter avec lui les titres encore conservés par ce dernier dans une petite boîte en fer-blanc. En partant, Patrick Cairns a oublié sa blague à tabac qui portait ses initiales identiques à celles de Peter Carey. C'est peu après, dans la même soirée, que John Hopley Neligan est arrivé et a découvert Peter le Noir harponné au mur. La boîte en fer-blanc sera finalement rendue à Hopkins et Patrick Cairns sera jugé.

### Allusions à des enquêtes inédites
Au début de la nouvelle, Watson résume les enquêtes menées par Holmes au cours de l'année 1895. Il évoque « une succession d'affaires » sur lesquelles Holmes a enquêté cette année-là, et distingue notamment « sa fameuse enquête sur la mort soudaine du cardinal Tosca » (à la demande du pape), et « l'arrestation de Wilson, le fameux dresseur de canaris ». Ces deux affaires inédites ont précédé celle de Peter le Noir, et se sont donc déroulées entre janvier et juillet 1895.

## Analyse et commentaires
Arthur Conan Doyle avait embarqué dans sa jeunesse sur un baleinier (le Hope, de Peterhead), comme médecin du bord (ou plus exactement officier de santé, car il avait alors vingt ans et n'était qu'en troisième année de médecine). Vigoureux et très sportif, il avait eu, lors de ce long périple dans l'Arctique, l'occasion de manier lui-même le harpon et était familier avec le métier de harponneur.
L'holmésien André Llinarès réalise une analyse de la nouvelle dans « Les Cahiers de l'escarboucle bleue » n°2 (mars 2006). L'article, intitulé « Les couleurs du drame dans Peter le Noir », extrapole des éléments de la nouvelle pour montrer la prééminence de trois couleurs tout au long du récit : le noir (associé aux personnages coupables), le blanc (associé aux personnages innocents) et le rouge.

## Adaptations

### Cinéma et télévision
La nouvelle est adaptée en 1968 dans la série britannique Sherlock Holmes de la BBC avec Peter Cushing dans le rôle-titre. Cet épisode est désormais perdu.
Dans l'épisode intitulé Les Chiens de Baskerville (2012) de la série britannique Sherlock, Sherlock Holmes (Benedict Cumberbatch) apparaît avec un harpon, référence à Peter le Noir.
Le premier épisode de la série russe Sherlock Holmes (2013), intitulé 221B Baker Street, est partiellement inspiré de la nouvelle.
L'épisode intitulé L'Or du Santa Leticia (Dead Man's Tale, 2017) de la série Elementary est également inspiré de la nouvelle.

### Jeux vidéo
Le jeu Sherlock Holmes : Crimes et Châtiments (2014) se compose de six enquêtes : l'une d'elles, intitulée Peter le Noir, est directement adaptée de la nouvelle.

### Livre audio
La nouvelle a été contée en français en 2011 par La Compagnie du Savoir sous forme de livre audio intitulé « Peter le Noir ». Le récit, d'une durée de 59 minutes, est narré par Cyril Deguillen.